# Bulbophyllum fordii
Bulbophyllum fordii là một loài phong lan thuộc chi Bulbophyllum.